# Dendrophthora rotundata
Dendrophthora rotundata är en sandelträdsväxtart som beskrevs av Kuijt. Dendrophthora rotundata ingår i släktet Dendrophthora och familjen sandelträdsväxter. Inga underarter finns listade i Catalogue of Life.